# Micrablepharus
Micrablepharus — рід ящірок родини гімнофтальмових (Gymnophthalmidae). Представники цього роду мешкають в Південній Америці.

## Види
Рід Micrablepharus нараховує 2 види:
- Micrablepharus atticolus Rodrigues, 1996
- Micrablepharus maximiliani (J.T. Reinhardt & Lütken, 1862)

## Етимологія
Наукова назва роду Micrablepharus походить від сполучення слова  μικρος — малий і наукової назви роду Ablepharus Fitzinger, 1823.